# Operacja Hausera-Garlickiego
Operacja Hausera-Garlickiego - jest stosowana w niestabilności stawu rzepkowo-udowego oraz nawracających zwichnięciach rzepki. Wykonywana szczególnie u dzieci. Polega ona na: przecięciu troczków bocznego i przyśrodkowego rzepki, przyśrodkowego przeniesienia guzowatości kości piszczelowej wraz z więzadłem rzepki, duplikacji troczka przyśrodkowego, naszycia na górno-przyśrodkowy kwadrant rzepki zmobilizowanego mięśnia obszernego przyśrodkowego. Współtwórcą tej operacji jest polski ortopeda Marian Garlicki.